# Pietrzykowo (gromada)
Pietrzykowo – dawna gromada, czyli najmniejsza jednostka podziału terytorialnego Polskiej Rzeczypospolitej Ludowej w latach 1954–1972.
Gromady, z gromadzkimi radami narodowymi (GRN) jako organami władzy najniższego stopnia na wsi, funkcjonowały od reformy reorganizującej administrację wiejską przeprowadzonej jesienią 1954 do momentu ich zniesienia z dniem 1 stycznia 1973, tym samym wypierając organizację gminną w latach 1954–1972.
Gromadę Pietrzykowo z siedzibą GRN w Pietrzykowie utworzono – jako jedną z 8759 gromad na obszarze Polski – w powiecie człuchowskim w woj. koszalińskim na mocy uchwały nr 43/54 WRN w Koszalinie z dnia 5 października 1954. W skład jednostki weszły obszary dotychczasowych gromad Pietrzykowo, Trzyniec, Starzno, Dźwierzno i Brda Pilska ze zniesionej gminy Koczała w tymże powiecie. 
1 stycznia 1955 gromadę włączono do powiatu miasteckiego w tymże województwie, gdzie ustalono dla niej 9 członków gromadzkiej rady narodowej.
31 grudnia 1959 z gromady Pietrzykowo wyłączono: a) wieś Trzyniec oraz przysiółki Dźwierzno i Niesiłowo, włączając je do gromady Koczała i b) wieś Starzno, włączając ją do gromady Lubkowo – w tymże powiecie, po czym gromadę Pietrzykowo zniesiono, a jej (pozostały) obszar włączono do gromady Wałdowo tamże.